# Cozy Powell
Colin Trevor Powell, noto come Cozy Powell (Cirencester, 29 dicembre 1947 – Bristol, 5 aprile 1998), è stato un batterista britannico.
Durante la sua carriera ha militato in diversi gruppi di primo piano (come gli Whitesnake, Emerson, Lake & Powell,  i Rainbow e i Black Sabbath), ha prestato la sua opera come turnista e ha lavorato ai suoi progetti solisti con il suo gruppo Cozy Powell's Hammers. Considerato uno dei batteristi più influenti del rock moderno, i suoi hobby erano i motori e le corse: è stato infatti corridore di Formula 3 e tifava in Formula 1 per la Ferrari, come possiamo anche leggere nella copertina interna di Tilt dove appare la scritta Forza Ferrari!... Sarà proprio questa passione sfrenata a portarlo alla morte all'età di cinquant'anni il 5 aprile 1998 per un incidente automobilistico.

## Biografia

### Gioventù
A diciassette anni viene espulso dalla scuola perché ritenuto un "cattivo soggetto" e di conseguenza si dedica a tempo pieno alla batteria iniziando una lunga gavetta che lo porta a suonare con tantissime band della sua zona. Tra le altre nel 1965 i Sorcerors del bassista Danny Ball (futuro membro di Yardbirds e Jeff Beck); la band si sposta in Germania e poi in Turchia per suonare presso basi militari USAF;
Nel 1968 suona con Casey Jones & The Engineers e dopo alcuni mesi ritorna nei Sorcerors che cambiano nome in Youngblood. Formò un trio, gli Ideal Milk che incisero alcuni nastri di prova e una BBC session, che sarà poi materiale per i Bedlam. Con l'entrata nel gruppo di Ace Kefford (ex star dei The Move) la band prende il nome di Ace Kefford Stand; iniziano a suonare dal vivo nel 1968 e ad incidere nel 1969 con la Atlantic Records. Il gruppo si scioglie e Cozy tenta di formare un nuovo trio, i Big Bertha verso la fine del 1969. La formazione varia un paio di volte e a questo punto Cozy convince l'amico Danny Ball a tentare un trio con Jeff Beck. Provano a suonare qualche volta assieme in showcase organizzati ad hoc e la cosa funziona tanto che i due entrano nel gruppo Jeff Beck Group.

### Gli anni settanta
La svolta arriva agli inizi del 1970 quando Jeff Beck lo vuole nel suo gruppo; compongono assieme vari brani al Motown Studios e vanno a vivere assieme nel cottage di Beck nel Kent. Nel frattempo un promoter aveva voluto mettere sotto contratto i Big Bertha per un tour in Germania e così Cozy nel 1971 partecipa anche a quella tournée (che verrà registrata e pubblicata come album nel 1999). Cozy inizia a far sul serio con Beck per due anni e altrettanti album, Rough and Ready del 1971 e Jeff Beck Group del 1972. Poi sostituisce Ed Cassidy negli Spirit per un breve periodo.
Il 1973 è l'anno di una nuova band, i Bedlam, nati dalla fusione tra Ideal Milk e Big Bertha. Originariamente si chiamarono The Beast ma poi cambiarono nome in Bedlam, per non confondersi con un altro gruppo. Il complesso promuove un genere hard rock psichedelico di grande impatto sonoro che, grazie all'album omonimo, manda in classifica tre singoli, Main in black, Na Na Na e soprattutto Dance with the devil. Scioltisi i Bedlam e raggiunta un'invidiabile capacità tecnica, Cozy Powell mostra tutta la sua strana personalità abbandonando la batteria e dedicandosi ai motori.
Nel 1975 Powell ritorna sulle scene, sostituendo Gary Driscoll nei Rainbow di Ritchie Blackmore, ex Deep Purple. Il batterista rimane nei Rainbow fino al 1980 e realizza con loro tre album in studio, Rising, Long Live Rock 'N' Roll, Down to Earth ed un album live, On Stage (1977).

### Gli anni ottanta
Abbandonati i Rainbow agli inizi del 1980 a causa dei rapporti conflittuali con Blackmore, tra il 1979 e il 1983 Powell realizza tre album da solista (sotto il nome di Cozy Powell's Hammers), Over the Top, Tilt e Octopuss, in cui percuote con violenza e dolcezza insieme la sua Yamaha. Over the Top fu, nei primi anni 80, la sigla di apertura del programma radiofonico Domenica Sport, che andava in onda su Radio 1, dopo la trasmissione di Tutto il calcio minuto per minuto.
Il primo lustro degli anni ottanta mostra un attivissimo Powell offrire le sue ambite prestazioni a vari e celeberrimi artisti del rock inglese e non solo. Tra il 1981 ed il 1982 partecipa a Line-Up, disco di un altro ex Rainbow, Graham Bonnet.
Realizza due album con la band del tedesco Michael Schenker, M.S.G. ed il doppio live One Night at Budokan registrato in Giappone.
Nel 1983 passa agli Whitesnake con i quali inizialmente incide l'album Slide It in, ma nel 1985 deciderà di lasciare il gruppo in seguito ad alcune discrepanze con il cantante David Coverdale.

### Oltre gli anni ottanta
Powell è molto attivo anche nella seconda metà degli anni ottanta e si divide tra vari gruppi e generi musicali. Nel 1986 si cimenta per la prima volta nel rock progressivo sostituendo Carl Palmer negli Emerson, Lake & Palmer (divenuti quindi Emerson, Lake & Powell) mentre l'anno dopo collabora con il jazzista Peter York per un album di sola batteria, Super Drumming.
Nel 1988 suona nell'album Long Cold Winter dei Cinderella, mentre nel 1989, dopo aver partecipato ad After the War di Gary Moore, entra nei Black Sabbath con i quali realizza tre album, Headless Cross (1989), Tyr (1990) e Forbidden (1995).
Nel frattempo comunque Powell ha continuato la sua carriera solistica nei Cozy Powell's Hammers con The Drums Are Back (1992), ed ha offerto i suoi servizi al chitarrista dei Queen, Brian May, per Back to the Light (1992) e per il Live alla Brixton Academy del 1993 pubblicato come album live dal nome, appunto, Live At The Brixton Academy nel 1994. Il 1997 è un anno di incredibile produttività per Powell che fa uscire un suo Best of, suona nel debutto discografico della S.A.S. Band, e collabora con il chitarrista dei Judas Priest Glenn Tipton (Baptizm of fire), con l'ex Fleetwood Mac Peter Green (Peter Green Splinter Group) e con lo svedese Yngwie Malmsteen (Facing the Animal).

### La morte
Alla fine degli anni Novanta il batterista, Ronnie James Dio e Ritchie Blackmore stanno trattando per la rifondazione dei Rainbow, ma la notte del 5 aprile 1998 Powell si mette alla guida con un tasso alcolemico alto e in un momento di forte pioggia, per raggiungere la sua compagna che lo aveva chiamato in seguito a una lite con l'ex marito. Mentre è al telefono con la donna, Powell perde il controllo della sua Saab 9000 e muore in seguito all'urto contro lo spartitraffico centrale dell'autostrada M4 tra le uscite 18 e 19 vicino a Bristol.
Dopo la notizia della sua morte, Blackmore e Dio rinunciano a riformare i Rainbow. Nel giugno dello stesso anno Brian May fa uscire un disco con le ultime fatiche di Powell al suo fianco, Another World.

## Discografia

### Solista
- 1979 - Over the Top
- 1981 - Tilt
- 1983 - Octopuss
- 1992 - The Drums Are Back
- 1998 - Especially for You

### Michael Schenker Group
- 1981 - MSG
- 1982 - One Night at Budokan

### Rainbow
- 1976 - Rising
- 1977 - On Stage'
- 1978 - Long Live Rock 'N' Roll
- 1979 - Down to Earth

### Black Sabbath
- 1989 - Headless Cross
- 1990 - Tyr
- 1995 - Forbidden

### Jeff Beck Group
- 1971 - Rough and Ready
- 1973 - Jeff Beck Group

### Whitesnake
- 1984 - Slide It In

### Emerson, Lake and Powell
- 1986 - Emerson, Lake and Powell

### Altri artisti
- Ed Welch - Clowns (1971)
- Harvey Andrews - A Writer of Songs (1972)
- Julie Felix - Clotho's Web (1972)
- Donovan - Cosmic Wheels (1973)
- Bedlam - Bedlam (1973)
- Chick Churchill - You And Me (1973)
- Murray Head - Nigel Lived (1973)
- Tony Ashton / Jon Lord - First of the Big Bands (1974)
- Peter Sarstedt - Every Word You Say (1975)
- Bob Sargeant - The First Starring Role (1975)
- Hot Chocolate - Fourteen Greatest Hits (1976)
- Bernie Marsden - And About Time Too! (1979)
- The Young & Moody Band - Don't Do That (1980)
- Bernie Marsden - Look at Me Now (1981)
- Michael Schenker Group - MSG (1981)
- Graham Bonnet - Line-Up (1981)
- Jon Lord - Before I Forget (1982)
- Robert Plant - Pictures at Eleven (1982)
- Phenomena - Phenomena (1985)
- Roger Daltrey - Under a Raging Moon (1985)
- Emerson, Lake & Powell - Emerson, Lake & Powell (1986)
- Boys Don't Cry - Who the Am Dam (1987)
- Sanne Salomonsen - Sanne Salomonsen (1987)
- Warlock - Triumph and Agony (1987)
- Pete York / Cozy Powell - Super Drumming (1987)
- Cinderella - Long Cold Winter (1988)
- James Darby - Southern Region Breakdown (1988)
- Don Airey - K.2. (1988)
- Minute By Minute - Timewatch (1989)
- Ritchie Blackmore - The Connoisseur Collection Vol II (1991)
- Brian May - Back to the Light (1992)
- Glenn Tipton - Baptizm of Fire (1997)
- Peter Green Splinter Group - Peter Green Splinter Group (1997)
- S.A.S. Band - SAS Band (1997)
- Yngwie Malmsteen - Facing the Animal (1997)
- Tony Martin - Scream (2005)
- Brian May - Live at the Brixton Academy (1994)
- Brian May - Another World (1998)
- Gary Moore - After the War (1989)